# Marin-Epagnier
Pour les articles homonymes, voir Marin.
Marin-Epagnier est une localité et ancienne commune suisse du canton de Neuchâtel située à la pointe nord-est du lac de Neuchâtel, à la frontière avec le canton de Berne. Elle a fusionné le 1er janvier 2009 avec Thielle-Wavre pour former la commune de La Tène.

## Géographie
La commune de Marin-Epagnier était voisine des communes de Saint-Blaise et Thielle-Wavre dans le canton de Neuchâtel et de Gampelen dans le canton de Berne.

## Démographie
La commune de Marin-Epagnier, qui a longtemps été relativement peu peuplée, a connu une croissance démographique très rapide depuis la deuxième moitié du vingtième siècle.
| Année | Habitants |
| ----- | --------- |
| 1850  | 331       |
| 1900  | 627       |
| 1950  | 953       |
| 1970  | 2 540     |
| 2000  | 3 611     |
| 2015  | 4 929     |

## Histoire
Le territoire de la commune de Marin-Epagnier abrite de nombreux sites préhistoriques et historiques. Les archéologues ont ainsi mis au jour trois sites datant du Néolithique et deux sites datant de l'âge du bronze, ainsi que les restes d'un pont celtique datant du troisième siècle avant notre ère et d'un pont romain datant du premier siècle de notre ère. La période archéologique de La Tène doit son nom au lieu-dit du même nom situé sur le territoire communal.
En 1625, le prince souverain de Neuchâtel Henri II d'Orléans-Longueville prévoit une ville nouvelle entre Marin et Epagnier nommée Henripolis. Le projet est finalement abandonné.
Sous l'Ancien Régime, les communautés de Marin et d'Epagnier, alors distinctes, dépendent toutes deux de la châtellenie de Thielle. En 1888, les deux communautés fusionnent pour donner naissance à la commune de Marin-Epagnier.
Le 1er janvier 2009, Marin-Epagnier fusionne avec la commune voisine de Thielle-Wavre pour former la commune de La Tène. Les habitants de Marin-Epagnier se sont prononcés par référendum le 24 février 2008 et ont approuvé cette fusion par 77,8 % de oui.
Le 26 novembre 2023, les habitants de La Tène acceptent, à 72,6%, de fusionner avec les communes d'Enges, Hauterive et Saint-Blaise afin de créer la nouvelle commune de Laténa. La fusion sera effective au 1er janvier 2025. 

## Politique
Avant sa fusion avec Thielle-Wavre, la commune de Marin-Epagnier était dotée d'un conseil communal (exécutif) et d'un conseil général (législatif). Les membres du Conseil général, au nombre de 41 depuis 1972, étaient élus directement par la population pour une durée de quatre ans, tandis que les membres du Conseil communal étaient élus par le Conseil général.

## Économie
L'économie de la commune de Marin-Epagnier a longtemps été consacrée essentiellement à l'agriculture. L'industrie est arrivée au dix-huitième siècle. Des indiennes y ont en effet été produites de 1756 à 1838. Ensuite, pendant la seconde moitié du dix-neuvième siècle et la première moitié du vingtième siècle, différentes industries, de taille certes modeste, ont été actives plus ou moins durablement.
De 1897 à 1934, l'entreprise « Martini Automobile Company Limited » a exploité une usine de voitures à mi-chemin entre les villages de Saint-Blaise et de Marin. Aujourd'hui disparus, les bâtiments de production s'accompagnaient d'une petite cité ouvrière (1905-1906) et d'une villa patronale (1910),,.
La commune de Marin-Epagnier a connu un nouvel essor à partir de la seconde moitié du vingtième siècle, essor accru grâce à l'arrivée de l'autoroute en 1975. La commune a vu s'implanter tant des activités économiques que plusieurs grands centres commerciaux, le centre commercial régional de Marin-Centre ayant ouvert ses portes en 1981.
La société EM Microelectronic est basée à Marin.

## Formation
Marin-Epagnier a accueilli, dès 1989, l'un des deux établissements du centre scolaire du Bas-Lac.

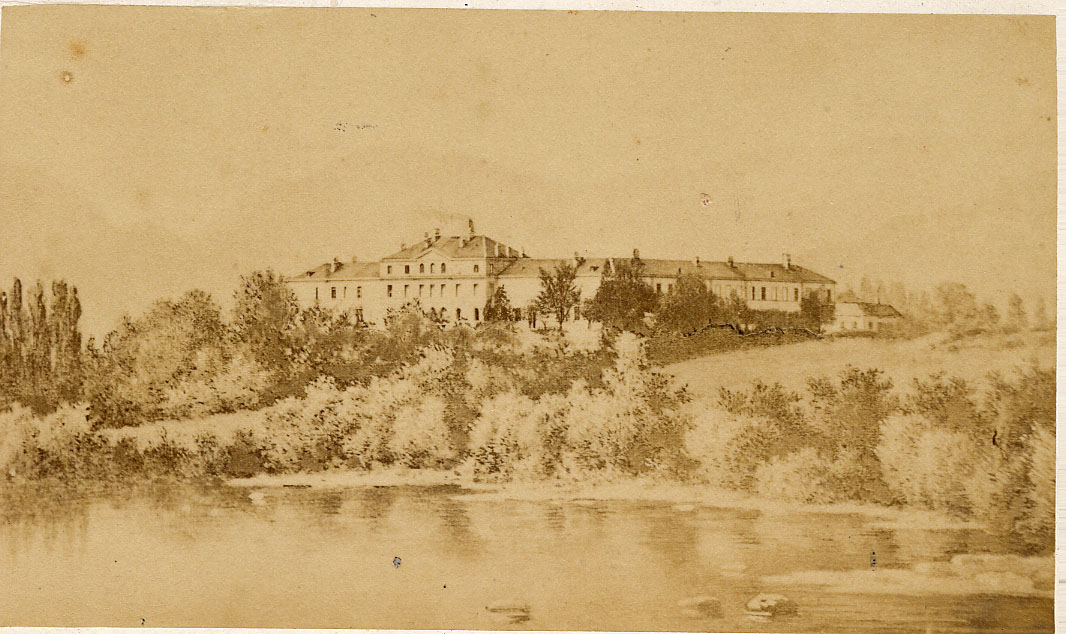
Préfargier, vers 1870.

## Maison de santé de Préfargier
La Maison de santé de Préfargier a été fondée à Marin-Epagnier en 1848 par Auguste-Frédéric de Meuron (1789-1852). Elle est édifiée de 1845 à 1848 par l’architecte neuchâtelois Louis Châtelain sur les plans de son confrère parisien Pierre-François-Nicolas Philippon.
L’établissement, construit dans le but de soigner les « aliénés » présentant des chances de guérison, accueille son premier patient en janvier 1849. Avant cette date, il n’existait pas d’institution spécialisée dans le traitement de la maladie mentale dans le Canton de Neuchâtel.
L’hygiène et le confort y occupent une place prépondérante, mais l’architecture est conçue comme un instrument thérapeutique important, au même titre que le grand parc et les soins médicaux. L’environnement devait offrir un cadre à la fois structuré et tranquillisant afin de favoriser la guérison.
Édifié dans un style néoclassique, l’ensemble s’organise autour d’une cour bordée de galeries couvertes, tandis que les locaux répondent à une hiérarchisation des fonctions et des maladies. Les sexes sont séparés, alors que les patients aisés disposent d’une villa particulière à partir de 1866-69. Malgré différents agrandissements, adjonctions et transformations aux XIXe et XXe siècles, l’ensemble a conservé l’essentiel de ses qualités d’origine ; il est mis sous protection au titre de monument historique depuis 1996.
Tout au long de son activité, la Maison de santé de Préfargier s’est tenue à la pointe des pratiques médicales dans le domaine de la psychiatrie, se faisant parfois même précurseur, notamment en matière de lobotomie. En 2009, la clinique a fusionné avec d’autres institutions hospitalières du canton pour former le Centre Neuchâtelois de Psychiatrie (CNP), notamment l'hôpital psychiatrique cantonal de Perreux. La Fondation de Préfargier subsiste néanmoins, toujours présidée par un membre de la famille de Meuron.
Les Archives de l'État de Neuchâtel conservent un fonds d'archives couvrant la période 1799-2009 contenant les dossiers institutionnels, administratifs et médicaux de la Maison de santé de Préfargier. Ce fonds permet de retracer l’histoire d’une maison de santé à la pointe du progrès, de sa fondation au milieu du XIXe siècle jusqu’en 2009. Au-delà des archives institutionnelles et administratives classiques (procès-verbaux de direction, correspondance, comptabilité), les pièces conservées mettent en lumière l’importance des divers corps de métier en présence et leurs interactions, le rôle d’un tel hôpital en temps de guerre, les rapports entre patients et personnel ainsi que l’histoire des pratiques médicales et thérapeutiques dans le domaine psychiatrique, notamment en matière de lobotomie, sans oublier les aspects culinaire (journal intime d'un cuisinier, menus), architectural (plans) et naturel (plans, herbiers).

## Religion
Les communautés de Marin et d'Epagnier, converties à la Réforme, ont longtemps dépendu de la paroisse de Saint-Blaise, jusqu'à ce qu'une paroisse de Marin-Epagnier soit créée en 1978. Les catholiques dépendent, eux, de la paroisse de Saint-Blaise.

## Transports
Marin-Epagnier dispose d'une gare sur la ligne de chemin de fer Neuchâtel-Berne depuis 1901. Elle est également reliée à l'Autoroute A5 (sortie 16 (Marin)) depuis 1975. Dispose aussi de bus ligne 101 et 107.